# Adriano Vieira Louzada
Adriano Vieira Louzada (*Rio Branco, Brasil, 3 de enero de 1979) es un exfutbolista brasilero. Jugaba de delantero y su primer equipo fue Portuguesa Desportos.

## Clubes
| Club                     | País     | Año       |
| ------------------------ | -------- | --------- |
| Portuguesa Desportos     | Brasil   | 1999      |
| SE Palmeiras             | Brasil   | 2000      |
| EC Vitória               | Brasil   | 2001      |
| SE Palmeiras             | Brasil   | 2002      |
| CD Nacional              | Portugal | 2002-2005 |
| Cruzeiro EC              | Brasil   | 2005      |
| FC Porto                 | Portugal | 2006-2009 |
| SC Braga                 | Portugal | 2010      |
| Santo André              | Brasil   | 2011      |
| U.D. Oliveirense         | Portugal | 2011-2012 |
| Grêmio Barueri           | Brasil   | 2013-2014 |
| Rio Branco Football Club | Brasil   | 2014-2015 |
| Galvez Esporte Clube     | Brasil   | 2015-2016 |
| Atlético Acreano         | Brasil   | 2016-2017 |
| Rio Branco Football Club | Brasil   | 2017-2019 |
| Atlético Acreano         | Brasil   | 2019-2020 |

- Datos: Q376063